# Diores (Sohn des Aiolos)
Diores (altgriechisch Διώρης Diṓrēs) ist eine Gestalt der griechischen Mythologie.
Bei Parthenios, der hierbei ein Epyllion namens Hermes des im 4. Jahrhundert v. Chr. wirkenden Dichters Philetas verarbeitete, war Diores einer der Söhne des Aiolos.
Als Odysseus während seiner Irrfahrten das Sizilische und das Tyrrhenische Meer durchstreifte, kam er zur Insel des Aiolos und verliebte sich in Polymela, eine der Töchter des Aiolos. Nach der Abreise des Odysseus fand man Polymela, wie sie eifersüchtig einige Stücke der trojanischen Beute, die ihr Odysseus geschenkt hatte, bewachte und unter Tränen mit ihnen spielte. Aiolos verfluchte nach dem auf diese Weise aufgedeckten Verhältnis den Odysseus und wollte Polymela hart bestrafen. Doch bat ihr Bruder Diores, der seiner Schwester in echter Liebe zugetan war, um ihre Hand, was Aiolos gewährte. Die Geschwisterehe unter den Kindern des Aiolos war nichts Ungewöhnliches; vielmehr waren alle sechs Söhne des Aiolos mit dessen sechs Töchtern verheiratet, wie Archinos, der Verfasser einer Lokalgeschichte von Thessalien, in einem Scholion zu Homers Odyssee darlegte.